# Абелова
Абелова (словац. Ábelová) — деревня в районе Лученец Банскобистрицком крае Словакии.

## География
Деревня расположена в центральной части края, в 27 километрах по прямой к северо западу от центра района Лученца и в 42 километрах к юго-востоку от центра края Банска-Бистрицы.
Абсолютная высота — 609 метров над уровнем моря.

## История
Деревня впервые упоминается в 1275 году.

## Население
| Год:                | 1994 | 2004     | 2014    | 2024    |
| ------------------- | ---- | -------- | ------- | ------- |
| Количество человек: | 300  | 248      | 232     | 213     |
| Разница:            |      | −17,33 % | −6,45 % | −8,18 % |